# Dianella caerulea
Espèce
Classification APG IV (2016)
Dianella caerulea est une espèce végétale de la famille des Liliaceae selon la classification classique de Cronquist (1981). Mais avec la classification phylogénétique APG IV (2016), le genre Dianella se retrouve dans la famille des Asphodelaceae.

## Liste des variétés
Selon World Checklist of Selected Plant Families (WCSP) (30 mai 2010) :
- - variété Dianella caerulea var. aquilonia R.J.F.Hend. (1987)
  - variété Dianella caerulea var. assera R.J.F.Hend. (1987)
  - variété Dianella caerulea var. caerulea
  - variété Dianella caerulea var. cinerascens R.J.F.Hend. (1987)
  - variété Dianella caerulea var. petasmatodes R.J.F.Hend. (1987)
  - variété Dianella caerulea var. producta R.J.F.Hend. (1987)
  - variété Dianella caerulea var. protensa R.J.F.Hend. (1987)
  - variété Dianella caerulea var. vannata R.J.F.Hend. (1987)